# Trichoniscus nivatus
Trichoniscus nivatus är en kräftdjursart som beskrevs av Karl Wilhelm Verhoeff 1917D. Trichoniscus nivatus ingår i släktet Trichoniscus och familjen Trichoniscidae. Inga underarter finns listade i Catalogue of Life.